# بيثيان ماتيك ساندز
بيثيان ماتيك ساندز (بالإنجليزية: Bethanie Mattek-Sands) (مواليد 23 مارس 1985) في مينيسوتا، الولايات المتحدة. هي لاعبة كرة مضرب أمريكية مُحترفة، متخصصة بمُنافسات الزوجي. فائزة ببطولتي جراند سلام واحدة بأستراليا المفتوحة للزوجي المختلط، والثانية في أستراليا المفتوحة 2015 بزوجي السيدات.

## نهائيات الجراند سلام

### زوجي السيدات: 1 (1 بطلة)
| اللقب | السنة | البطولة           | السطح | الشريكة       | الخصوم                 | النتيجة       |
| ----- | ----- | ----------------- | ----- | ------------- | ---------------------- | ------------- |
| بطلة  | 2015  | أستراليا المفتوحة | صلب   | لوسي سافاروفا | تشان يونج جان تشينج جي | 6–4, 7–6(7–5) |

### الزوجي المُختلط: 1 (1 بطلة)
| اللقب | السنة | البطولة           | السطح | الشريك      | الخصوم                    | النتيجة          |
| ----- | ----- | ----------------- | ----- | ----------- | ------------------------- | ---------------- |
| بطلة  | 2012  | أستراليا المفتوحة | صلب   | هوريا تيكاو | إيلينا فيسنينا ليندر بايس | 6–3, 5–7, [10–3] |

## روابط خارجية
- بيثيان ماتيك ساندز على موقع رابطة محترفات التنس (الإنجليزية)
- بيثيان ماتيك ساندز على موقع الاتحاد الدولي لكرة المضرب (الإنجليزية)
- بيثيان ماتيك ساندز على موقع كأس بيلي جين كينغ (الإنجليزية)
- بيثيان ماتيك ساندز على موقع بطولة ويمبلدون (الإنجليزية)
- بيثيان ماتيك ساندز على موقع خلاصة التنس.كوم (الإنجليزية)
- بيثيان ماتيك ساندز على موقع إي إس بي إن.كوم (الإنجليزية)
- بيثيان ماتيك ساندز على موقع اللجنة الأولمبية الدولية (الإنجليزية)
- بيثيان ماتيك ساندز على موقع أوليمبيديا (الإنجليزية)